# SN 1986M
SN 1986M – supernowa typu Ia odkryta 7 grudnia 1986 roku w galaktyce NGC 7499. W momencie odkrycia miała maksymalną jasność 16,50m.